# آلبر سامن
آلبر ویکتور سامن (به فرانسوی: Albert Victor Samain) شاعر قرن نوزدهم میلادی اهل فرانسه است.
این شاعر فرانسوی در سال ۱۸۵۸ در لیل بدنیا آمد. سبک شعری او با سمبولیسم ارتباط مستقیم داشت. در سال ۱۹۰۰ رخت از جهان بربست.
مهمترین آثارش عبارتند از: مراثی دلپسند , باغ کودکان , کالسکه طلائی